# Delphyre birchi
Delphyre birchi är en fjärilsart som beskrevs av Rothschild 1912. Delphyre birchi ingår i släktet Delphyre och familjen björnspinnare. Inga underarter finns listade i Catalogue of Life.